# Espenhain
Espenhain è una frazione del comune di Rötha in Sassonia, Germania.
Appartiene al circondario di Lipsia.
Già comune autonomo, dal 1º gennaio 2015 è stato incorporato nel comune di Rötha.